# Rwimpfizi
Rwimpfizi är ett periodiskt vattendrag i Burundi.   Det ligger i provinsen Karuzi, i den centrala delen av landet, 80 kilometer öster om huvudstaden Bujumbura.
Omgivningarna runt Rwimpfizi är en mosaik av jordbruksmark och naturlig växtlighet. Runt Rwimpfizi är det ganska tätbefolkat, med 239 invånare per kvadratkilometer.